# Thurnmühle
Die Thurnmühle ist ein barockes Schlösschen in der Stadtgemeinde Schwechat in Niederösterreich. Sie befindet sich in der Schloßmühlstraße 1 am Ufer des Flusses Schwechat.

## Geschichte
Die ehemals befestigte Anlage wird 1162 erstmals urkundlich unter dem Namen de Prato genannt und 1269 als Porz bezeichnet. Die ab Anfang des 14. Jahrhunderts im Besitz der Herren von Ebersdorf befindliche Veste Porz wurde 1318 und 1529 zerstört. 1689 gelangte der Besitz an den Reichsgrafen  Karl Maximilian von Thurn und Valsassina, der die Mühle und das Schloss wiederaufbaute. Von da her stammt auch der Name des Gebäudes. 1725 wurden sie von der Orientalischen Compagnie erworben, 1745 von der k.k. privilegierten Kattunfabrik, die anstelle der Mühle neben dem Schloss Betriebsgebäude errichtete. 1902 wurde darin eine Metallwarenfabrik eingerichtet, deren Verwaltungsgebäude die Thurnmühle ist. Sie wurde um 1980 restauriert und gehört dem Skibindungshersteller HTM Tyrolia.

## Baubeschreibung
Beim Thurnmühle genannten barocken Schloss handelt es sich um einen zweigeschoßigen Bau um einen quadratischen Hof. Im Nordwesten springt ein Portalrisalit aus der Fassade hervor, in dessen Obergeschoß sich eine Kapelle befindet. An der Nordostseite liegt ein pilastergerahmtes Korbbogenportal mit einer geschwungenen Verdachung und seitlichen Vasen. In der Mitte befindet sich eine Kartusche mit Doppeladler aus der Zeit um 1745. An der Hoffassade sind zwei Seiten im Erdgeschoß mit Korbbogenarkaden geöffnet, eine Freitreppe führt zum Obergeschoß. Im Inneren sind zum Teil noch gewölbte Räume zu sehen, deren Aufteilung aber durch Zwischenwände verändert wurde.

## Kapelle
Die auf flachen Pilastern ruhende, einjochige und kreuzgratgewölbte Kapelle im Obergeschoß ist mit vergoldetem Stuckdekor verziert. In den Zwickeln befinden sich Reliefs des heiligen Josef mit dem Christuskind, des Jakobus, Leopold und Ambrosius. Der Altar ist ein von sieben Engelsfiguren flankiertes Retabel, dessen Altarbild die Heiligen Sebastian, Rochus, Rosalia, Florian und Johannes Nepomuk vor der Heiligen Dreifaltigkeit zeigt. Es stammt von Josef Ignaz Mildorfer aus der Mitte des 18. Jahrhunderts.

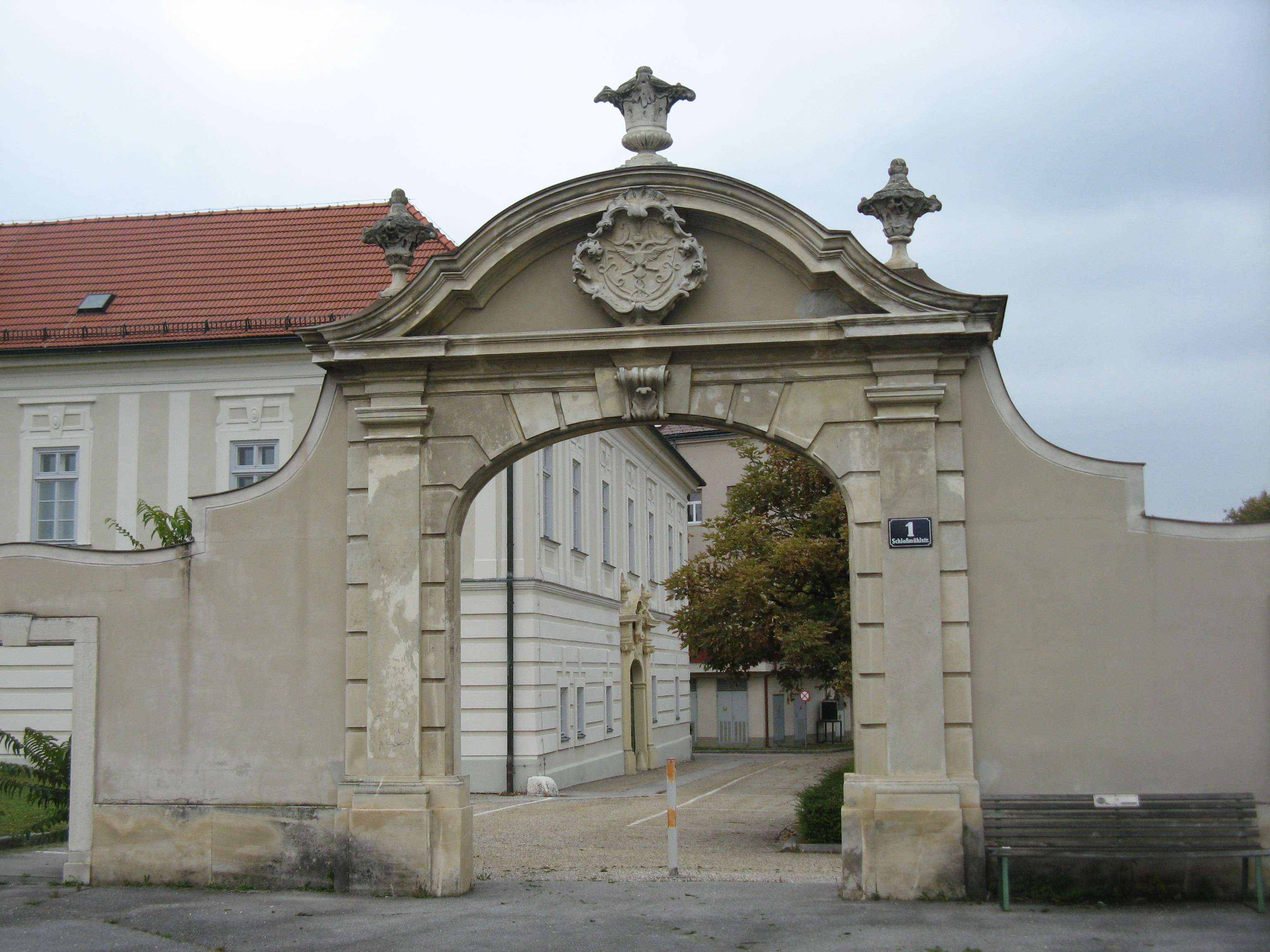
Portal

## Portal
Um das Gebäude ist noch ein Teil der Ummauerung erhalten. Darin befindet sich das ehemalige Hauptportal mit einem Korbbogen zwischen Pilastern mit seitlichen Gehtürln. Auf der Reliefkartusche im Bogenfeld der geschwungenen Giebelverdachung ist ein Doppeladler zu sehen. Neben dem Tor steht die Statue des heiligen Jakobus auf einem geschwungenen Postament, an dem teilweise noch das Wappen der Orientalischen Compagnie aus dem Jahr 1767 zu sehen ist. Das Tor wurde 1980 bedingt durch die Umlegung des Schwechat-Flusses an seine jetzige Stelle versetzt.